# Opistognathus maxillosus
Opistognathus maxillosus är en fiskart som beskrevs av Poey, 1860. Opistognathus maxillosus ingår i släktet Opistognathus och familjen Opistognathidae. IUCN kategoriserar arten globalt som livskraftig. Inga underarter finns listade i Catalogue of Life.